# هارمستون
هارمستون (به انگلیسی: Harmston) یک روستا و محله مدنی در بریتانیا است که در نورث کستیون واقع شده‌است.